# Kantyk Mojżesza

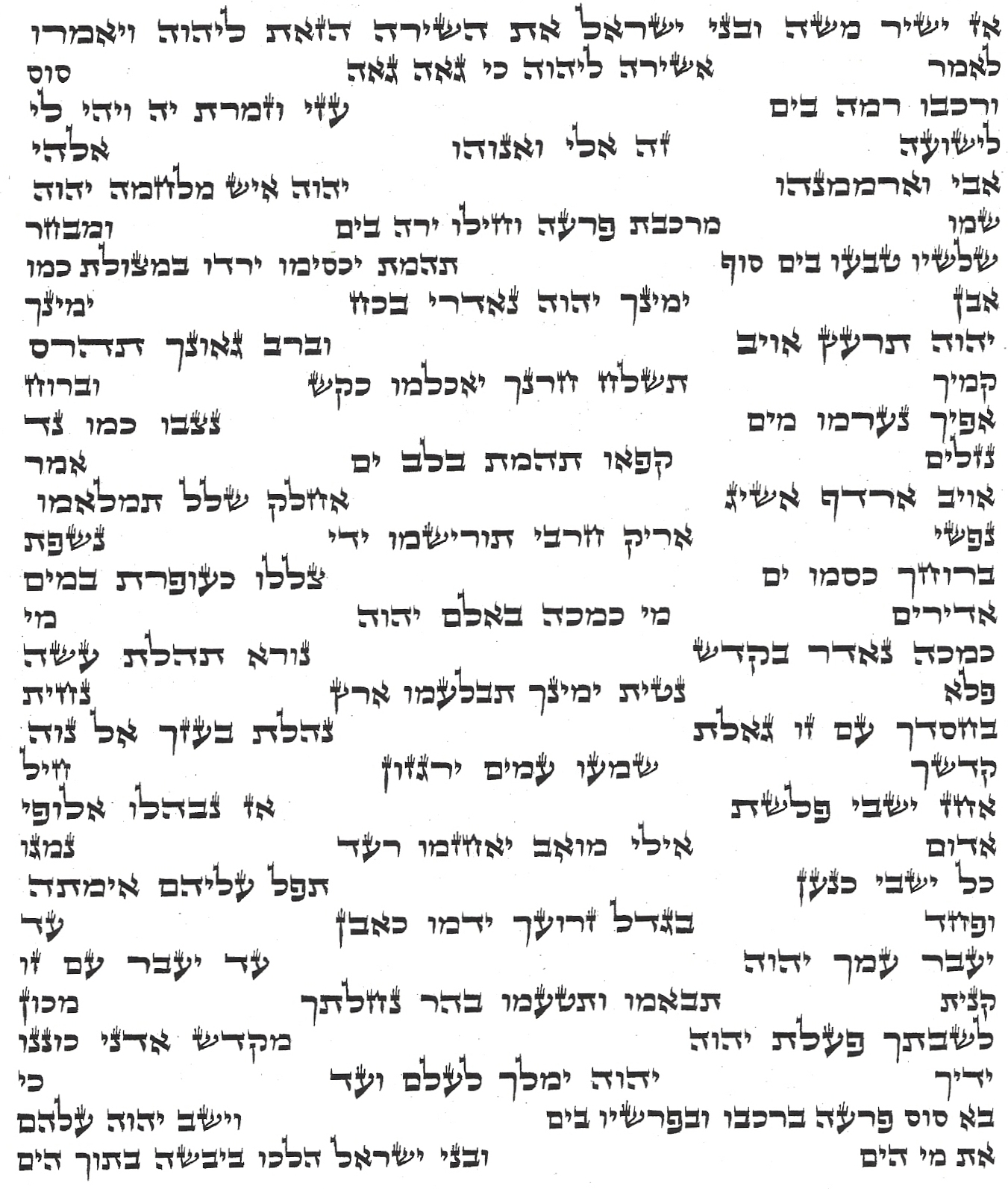
Pieśń Morza po hebrajsku.

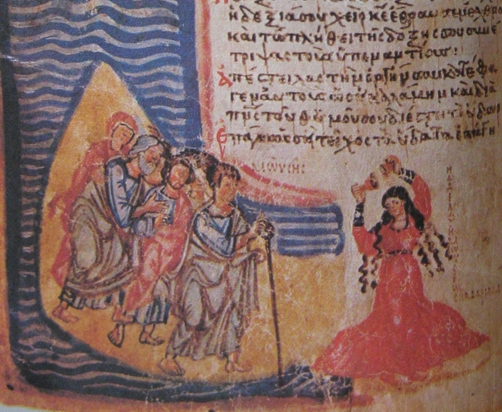
Miriam z Izraelitkami śpiewa Pieśń morza i tańczy po przekroczeniu Morza Czerwonego (Psałterz Chłudowa)

Miriam wychwalająca Jahwe z relacji Wj 15:19 (Psałterz Tomicza)

Kantyk Mojżesza (hebr: שירת הים) – pieśń biblijna, stanowiąca część Księgi Wyjścia (rozdział 15). Występuje pod różnymi nazwami: „Pieśń zwycięstwa”, „Pieśń dziękczynienia”, „Pieśń dziękczynna” (Wj 15), „Pieśń morza”, „Hymn zwycięstwa po przejściu Morza Czerwonego”.

## Powstanie pieśni
Wedle zapisu biblijnego była śpiewana przez Izraelitów po wyzwoleniu z niewoli egipskiej, zaraz po przekroczeniu Morza Czerwonego, w czasie ich wędrówki do Ziemi Obiecanej. Hymn ten miał być pochwałą Boga, którego działanie sprawiło, że ścigające Izraelitów wojsko egipskie zatonęło. Biblia notuje dwie pieśni wówczas śpiewane – przez Mojżesza i mężczyzn oraz przez Miriam i kobiety. Pieśń Mojżesza składa się z dwóch części – wysławiającej Boga, wraz z opisem zagłady Egipcjan oraz zapowiadającej przyszłość w Ziemi Obiecanej. Pieśń Miriam jest krótsza i zawiera pochwałę Boga. 
Archaiczny język i styl pieśni Mojżesza pozwala stwierdzić, że jest ona jednym z najstarszych fragmentów Biblii. Sama pieśń opisuje zatonięcie Egipcjan, nie wspominając cudownego przejścia Izraelitów przez morze. Według niektórych interpretacji odwołuje się ona do hebrajskiej wizji szeolu, jako otchłani i powiela motyw kosmogoniczną walkę Jahwe z morskim smokiem (Lewiatanem), tutaj reprezentowanym przez egipskie wojsko. Redaktorzy Biblii Tysiąclecia określają hymn jako jeden z najpiękniejszych utworów poezji hebrajskiej.

## Pieśń w religiach
Nawiązania do pieśni znajdują się w Księdze Mądrości i Apokalipsie św. Jana. Różne wersje pieśni funkcjonują jako pieśni religijne, także kantyki, w różnych kościołach chrześcijańskich, także u Świadków Jehowy. W katolickiej liturgii Wigilii Paschalnej pieśń ta jest jednym z psalmów responsoryjnych.

## Rękopis pieśni
Pod koniec XIX wieku w genizie synagogi Ben Ezry w Kairze w Egipcie odnaleziono manuskrypt datowany na VII lub VIII wiek n.e. z tą pieśnią biblijną. Jego właściciel dopiero pod koniec lat 70. XX w. udostępnił go do badań naukowych. W latach 90. XX w. dokument trafił do archiwum, a 22 maja 2007 roku na wystawę do Muzeum Izraela w Jerozolimie.